# Atletismo nos Jogos Olímpicos de Verão da Juventude de 2010 - 1000 m masculino
As provas dos 1000m masculino do atletismo nos Jogos Olímpicos de Verão da Juventude de 2010 foram realizadas nos dias 18 (qualificatória) e 22 de agosto (finais), no Estádio Bishan, em Singapura. 21 atletas estavam inscritos neste evento.

## Medalhistas
| Ouro   | ETH Mohammed Geleto |
| Prata  | QAT Hamza Driouch   |
| Bronze | GBR Charlie Grice   |

## Eliminatórias

### Eliminatória 1
| Pos. | Nome                | País              | Tempo   | Notas | Final |
| ---- | ------------------- | ----------------- | ------- | ----- | ----- |
| 1    | Charlie Grice       | GBR Grã-Bretanha  | 2:24.74 |       | A     |
| 2    | Abdelhadi Labali    | MAR Marrocos      | 2:25.23 |       | A     |
| 3    | Joseilton Cunha     | BRA Brasil        | 2:25.49 |       | A     |
| 4    | Elnazer Abdelrahman | SUD Sudão         | 2:25.54 |       | A     |
| 5    | Ahmed Mansour       | EGY Egito         | 2:25.55 |       | A     |
| 6    | Patrick Nibafasha   | BDI Burundi       | 2:27.26 |       | B     |
| 7    | Indunil Herath      | SRI Sri Lanka     | 2:30.83 |       | B     |
| 8    | Alejandro Peirano   | CHI Chile         | 2:31.96 |       | B     |
| 9    | Nour Aldin Hammoda  | PLE Palestina     | 2:36.67 |       | B     |
| 10   | Brad Mathas         | NZL Nova Zelândia | 2:44.64 |       | B     |

### Eliminatória 2
| Pos. | Nome                 | País          | Tempo   | Notas           | Final |
| ---- | -------------------- | ------------- | ------- | --------------- | ----- |
| 1    | Mohammed Geleto      | ETH Etiópia   | 2:24.40 |                 | A     |
| 2    | Hamza Driouch        | QAT Catar     | 2:24.51 |                 | A     |
| 3    | Žan Rudolj           | SLO Eslovênia | 2:24.63 |                 | A     |
| 4    | Mark English         | IRL Irlanda   | 2:25.39 |                 | A     |
| 5    | Chuchu Jorjo         | ERI Eritreia  | 2:25.40 |                 | A     |
| 6    | Anthonio Mascoll     | BAR Barbados  | 2:25.43 |                 | A     |
| 7    | Rick Whitehead       | AUS Austrália | 2:27.81 |                 | B     |
| 8    | Zachary Ryan Devaraj | SIN Singapura | 2:32.27 |                 | B     |
| 9    | Abdulahi Kulow       | SOM Somália   | 2:36.17 |                 | B     |
| 10   | Nélson Reis          | ANG Angola    | 2:37.09 |                 | B     |
|      | Koki Takada          | JPN Japão     |         | Desclassificado | B     |

## Finais

### Final B
| Pos. | Nome                 | País              | Tempo   | Notas      |
| ---- | -------------------- | ----------------- | ------- | ---------- |
| 1    | Patrick Nibafasha    | BDI Burundi       | 2:27.16 |            |
| 2    | Rick Whitehead       | AUS Austrália     | 2:27.20 |            |
| 3    | Indunil Herath       | SRI Sri Lanka     | 2:27.57 |            |
| 4    | Alejandro Peirano    | CHI Chile         | 2:28.58 |            |
| 5    | Koki Takada          | JPN Japão         | 2:29.29 |            |
| 6    | Zachary Ryan Devaraj | SIN Singapura     | 2:31.75 |            |
| 7    | Nélson Reis          | ANG Angola        | 2:33.74 |            |
| 8    | Brad Mathas          | NZL Nova Zelândia | 2:34.47 |            |
| 9    | Abdulahi Kulow       | SOM Somália       | 2:34.47 |            |
|      | Nour Aldin Hammoda   | PLE Palestina     |         | Não largou |

### Final A
| Pos.              | Nome                | País             | Tempo   | Notas           |
| ----------------- | ------------------- | ---------------- | ------- | --------------- |
| Medalha de ouro   | Mohammed Geleto     | ETH Etiópia      | 2:19.54 |                 |
| Medalha de prata  | Hamza Driouch       | QAT Catar        | 2:21.25 |                 |
| Medalha de bronze | Charlie Grice       | GBR Grã-Bretanha | 2:21.85 |                 |
| 4                 | Chuchu Jorjo        | ERI Eritreia     | 2:22.00 |                 |
| 5                 | Joseilton Cunha     | BRA Brasil       | 2:24.14 |                 |
| 6                 | Ahmed Mansour       | EGY Egito        | 2:24.22 |                 |
| 7                 | Žan Rudolj          | SLO Eslovênia    | 2:24.24 |                 |
| 8                 | Mark English        | IRL Irlanda      | 2:24.95 |                 |
| 9                 | Elnazer Abdelrahman | SUD Sudão        | 2:29.79 |                 |
| 10                | Anthonio Mascoll    | BAR Barbados     | 2:37.14 |                 |
|                   | Abdelhadi Labali    | MAR Marrocos     |         | Desclassificado |